# Lethe jomaria
Lethe jomaria är en fjärilsart som beskrevs av Hans Fruhstorfer 1911. Lethe jomaria ingår i släktet Lethe och familjen praktfjärilar. Inga underarter finns listade i Catalogue of Life.